# Felix Mundt
Felix Mundt (* 1973 in Frankfurt am Main) ist ein deutscher Altphilologe.
Nach dem Abitur am Arndt-Gymnasium Dahlem 1992 und dem Wehrersatzdienst studierte er von 1994 bis 2002 Latein und Geschichte mit dem Abschluss Staatsexamen an der Freien Universität Berlin. Von April 2002 bis August 2007 war er dort wissenschaftlicher Mitarbeiter und absolvierte ein Zweitstudium Griechische Philologie (Hauptfach) mit dem Abschluss Magister. Im Februar 2007 wurde er promoviert. Im Wintersemester 2007/2008 war er Gastdozent für Latein. Seit Wintersemester 2008/2009 ist er Juniorprofessor (W1) für Latinistik an der Humboldt-Universität zu Berlin, wo er im Januar 2015 mit der Arbeit Griechische Lyrik und römische Klassik. Transformationen der Archaik in augusteischer Zeit im Fach Klassische Philologie habilitiert wurde. Im Sommersemester 2012 und im Sommersemester 2015 vertrat er einen Lehrstuhl an der Universität Wien. Im Sommersemester 2015 lehrte er außerdem als Gastprofessor an der Universität Graz. Von April bis September 2016 vertrat er einen Lehrstuhl an der Ludwig-Maximilians-Universität München.
Seine Forschungsschwerpunkte sind lateinische Geschichtsschreibung, Briefliteratur und neulateinische Literatur.

## Schriften (Auswahl)
Monographien
- Beatus Rhenanus, Rerum Germanicarum libri tres. Ausgabe, Übersetzung, Studien (= Frühe Neuzeit. Band 127). Niemeyer, Tübingen 2008, ISBN 978-3-484-36627-5 (zugleich Dissertation, Freie Universität Berlin 2007).
- mit Antonia Wenzel: Berolinum Latinum. Der 1. Stadtführer auf Latein. Vergangenheitsverlag, Berlin 2011, ISBN 978-3-940621-42-9.

Herausgeberschaften
- mit Bernd Seidensticker: Altertumswissenschaften in Berlin um 1800 (= Berliner Klassik. Band 8). Wehrhahn, Hannover 2006, ISBN 3-86525-038-6.
- mit Fritz Felgentreu und Nils Rücker: Per attentam Caesaris aurem: Satire – die unpolitische Gattung? (= Leipziger Studien zur Klassischen Philologie. Band 5). Narr, Tübingen 2009, ISBN 978-3-8233-6501-3.
- mit Marcel Humar: Johann Sigismund Elsholtz, Hortus Berolinensis – Erstes Buch. Wernersche Verlagsgesellschaft, Worms 2010, ISBN 978-3-88462-295-7.
- mit Günter Frank: Der Philosoph Melanchthon. De Gruyter, Berlin/Boston 2012, ISBN 3-11-026098-0.
- Kommunikationsräume im kaiserzeitlichen Rom. De Gruyter, Berlin/Boston 2012, ISBN 978-3-11-026593-4.
- mit Therese Fuhrer und Jan Stenger: Cityscaping. Constructing and Modelling Images of the City (= Philologus. Supplementband 3). De Gruyter, Berlin/Boston 2015, ISBN 3-11-037682-2.